# Creative Assembly Sofia
Creative Assembly Sofia (früher: Black Sea Studios und Crytek Black Sea) ist ein Spielesoftwareentwickler mit Sitz in der bulgarischen Hauptstadt Sofia.

Ursprüngliches Logo

Das Unternehmen wurde 2001 von Vesselin Handjiev, Mitentwickler des Computer-Strategiespiels Tzar, als Black Sea Studios gegründet und beschäftigte im Dezember desselben Jahres 15 Mitarbeiter. Aus einer Kooperation mit dem Publisher Sunflowers ging das im Mittelalter angesiedelte Knights of Honor hervor, welches 2004 veröffentlicht wurde. Am 8. Mai 2008 kam die deutsche Version von WorldShift in den Handel. Zusätzlich ist eine limitierte Collector’s Edition mit Bonusmaterial zu WorldShift veröffentlicht worden. Das Bonusmaterial besteht aus einer Audio-CD mit dem Soundtrack und einem Buch mit vorher unveröffentlichten Illustrationen.
Im Juli 2008 wurden die Black Sea Studios vom deutschen Entwickler Crytek übernommen und firmierten seither unter dem Namen Crytek Black Sea.
Im Dezember 2016 gab Eigner Crytek aufgrund finanzieller Schwierigkeiten die Schließung oder den Verkauf von fünf seiner Entwicklungsstudios bekannt, darunter Crytek Black Sea. Im November 2016 gründeten Handijev und Michael Peykov ein neues Studio mit dem Namen Black Sea Games. Im März 2017 übernahm Sega von Crytek das Studio mitsamt der verbliebenen 60-köpfigen Belegschaft und machte es zu einem Satellitenstudio seiner britischen Entwicklungstochter Creative Assembly (Total War), unter dem neuen Namen Creative Assembly Sofia. Für die Veröffentlichungen des Sega-Konzerns übernimmt das Studio vor allem QA-Aufgaben.

## Spiele
- 2004: Knights of Honor (als Black Sea Studios)
- 2008: WorldShift (als Black Sea Studios)
- 2013: Ryse: Son of Rome (als Crytek Black Sea)
- 2017: Total War: Warhammer 2
- 2018: Total War Saga: Thrones of Britannia
- 2020: Total War Saga: Troy
- 2021: Super Monkey Ball: Banana Mania
- 2022: Total War: Warhammer 3
- 2022: Sonic Origins
- 2022: Two Point Campus
- 2022: Sonic Frontiers
- 2023: Total War: Pharaoh